# Гидролики
Гидролики (Hydrolycus) — род лучепёрых рыб из семейства цинодонтовых (Cynodontidae), из тропической Южной Америки (бассейны Амазонки и Ориноко, а также рек Гвианы). Этот род включает крупнейших представителей семейства, длина которых достигает 1,17 м. У них длинные острые зубы (у H. wallacei они короче и менее острые), используемые для захвата добычи, как правило, более мелкой рыбы. При исследовании желудков 45 особей, большинство оказались пустыми, но в оставшихся оказались рыбы длиной 15-50 % от длины самого хищника.
В 1999 году, впервые за 158 лет, были описаны два новых вида этого рода.

## Виды

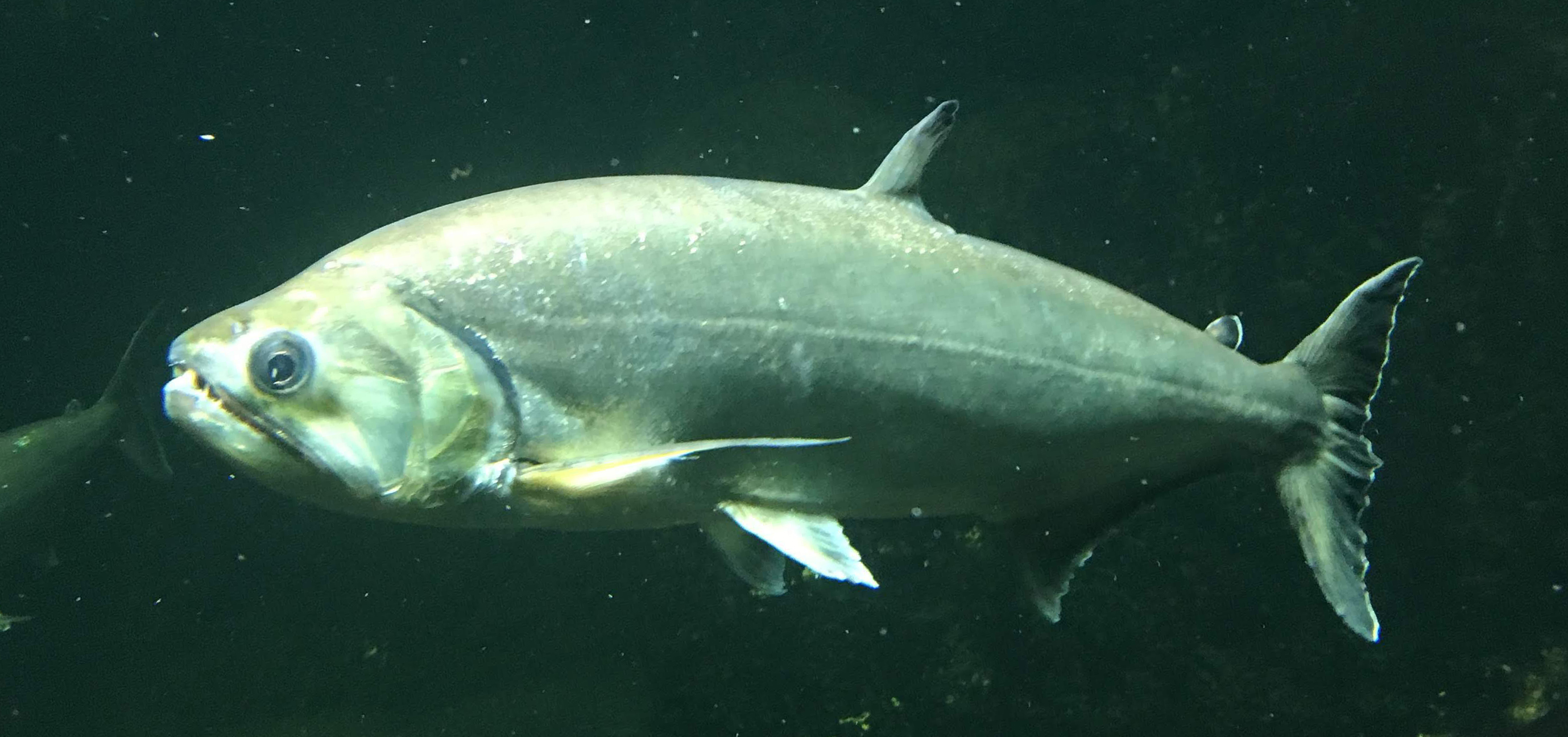
Hydrolycus armatus

В настоящее время в род включают 4 вида:
- Hydrolycus armatus (Jardine, 1841)
- Hydrolycus scomberoides (G. Cuvier, 1819)
- Hydrolycus tatauaia Toledo-Piza, Menezes & dos Santos, 1999
- Hydrolycus wallacei Toledo-Piza, Menezes & dos Santos, 1999